# Saharat Sontisawat
Saharat Sontisawat (thailändisch สหรัฐ สนธิสวัสดิ์, * 13. Januar 1998 in Chachoengsao), auch als Jab bekannt, ist ein thailändischer Fußballspieler.

## Karriere

### Verein
Saharat Sontisawat erlernte das Fußballspielen in der Jugendmannschaft des Erstligisten Chonburi FC in Chonburi. Hier unterschrieb er 2016 auch seinen ersten Profivertrag. 2016 gewann er mit Chonburi den FA Cup. Am Ende der Saison 2023/24 belegte er mit Chonburi den 14. Tabellenplatz und musste somit in die zweite Liga absteigen. Nach 143 Erstligaspielen wurde der Vertrag im Sommer 2024 nicht verlängert. Im Juli 2024 wechselte er auf Leihbasis zu dem aus der ersten Liga abgestiegenen Trat FC. Nach 15 Ligaspielen für den Verein aus Trat wurde sein Leihvertrag nicht verlängert und er kehrte Ende Dezember 2024 nach Chonburi zurück. Im Januar 2024 wurde er an den ebenfalls in er zweiten Liga spielenden Suphanburi FC verliehen. Am Ende der Spielzeit musste er mit Suphanburi in die dritte Liga absteigen. Für den Verein aus Suphanburi bestritt er 14 Ligaspiele. Nach der Ausleihe wechselte er von Chonburi ebenfalls auf Leihbasis zum Erstligisten Rayong FC.

### Nationalmannschaft
2014 spielte Saharat Sontisawat dreimal in der U-16-Nationalmannschaft. 2016 spielte er zweimal für die thailändische U-19. Dreimal lief er von 2017 bis 2018 für die U-21-Nationalelf auf.

## Erfolge
Chonburi FC
- Thailändischer Pokalsieger: 2016